# Kulturerbe-Bibliothek Hendrik Conscience

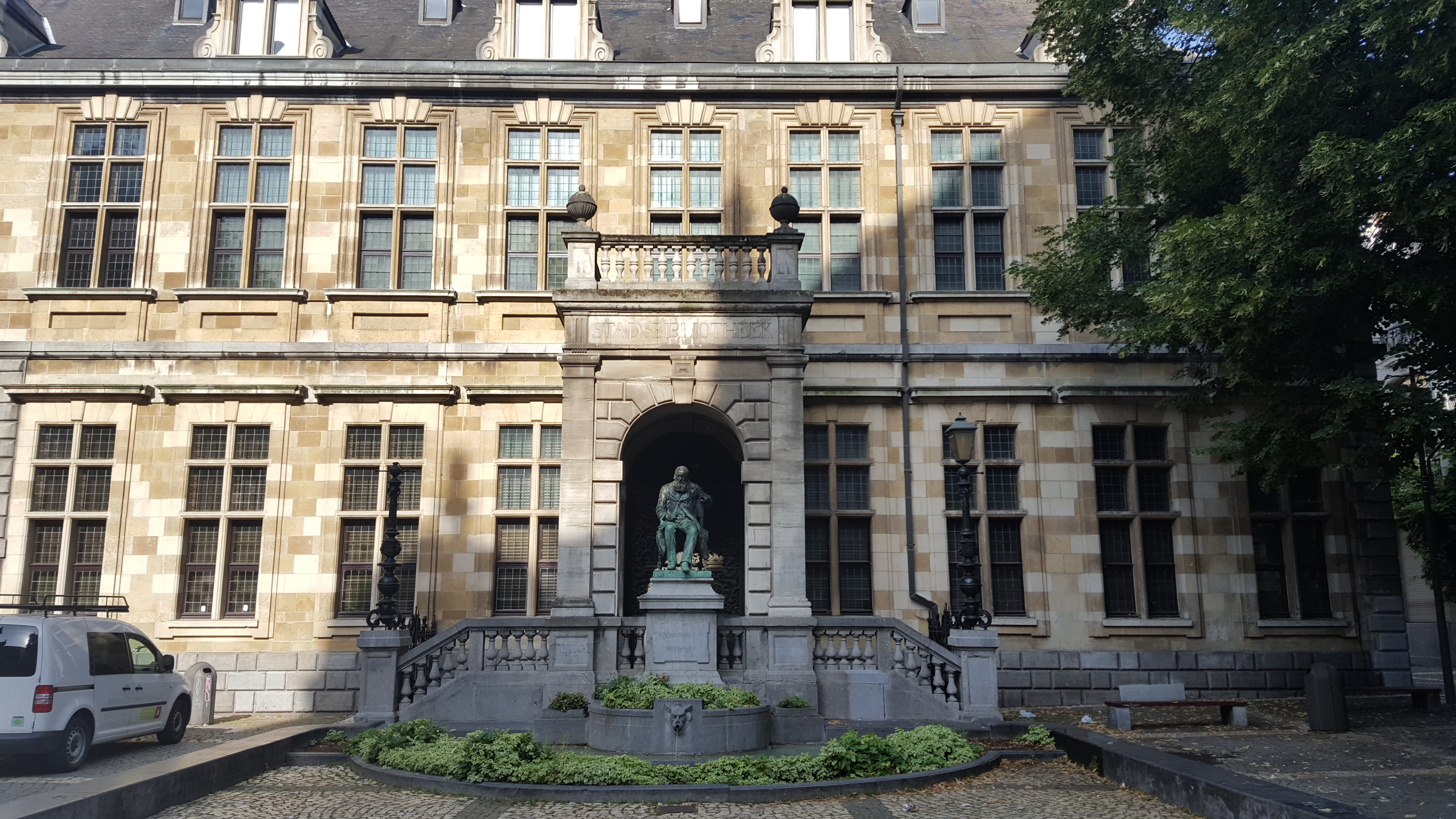
Hendrik Conscience-Statue vor dem Bibliotheksgebäude in Antwerpen

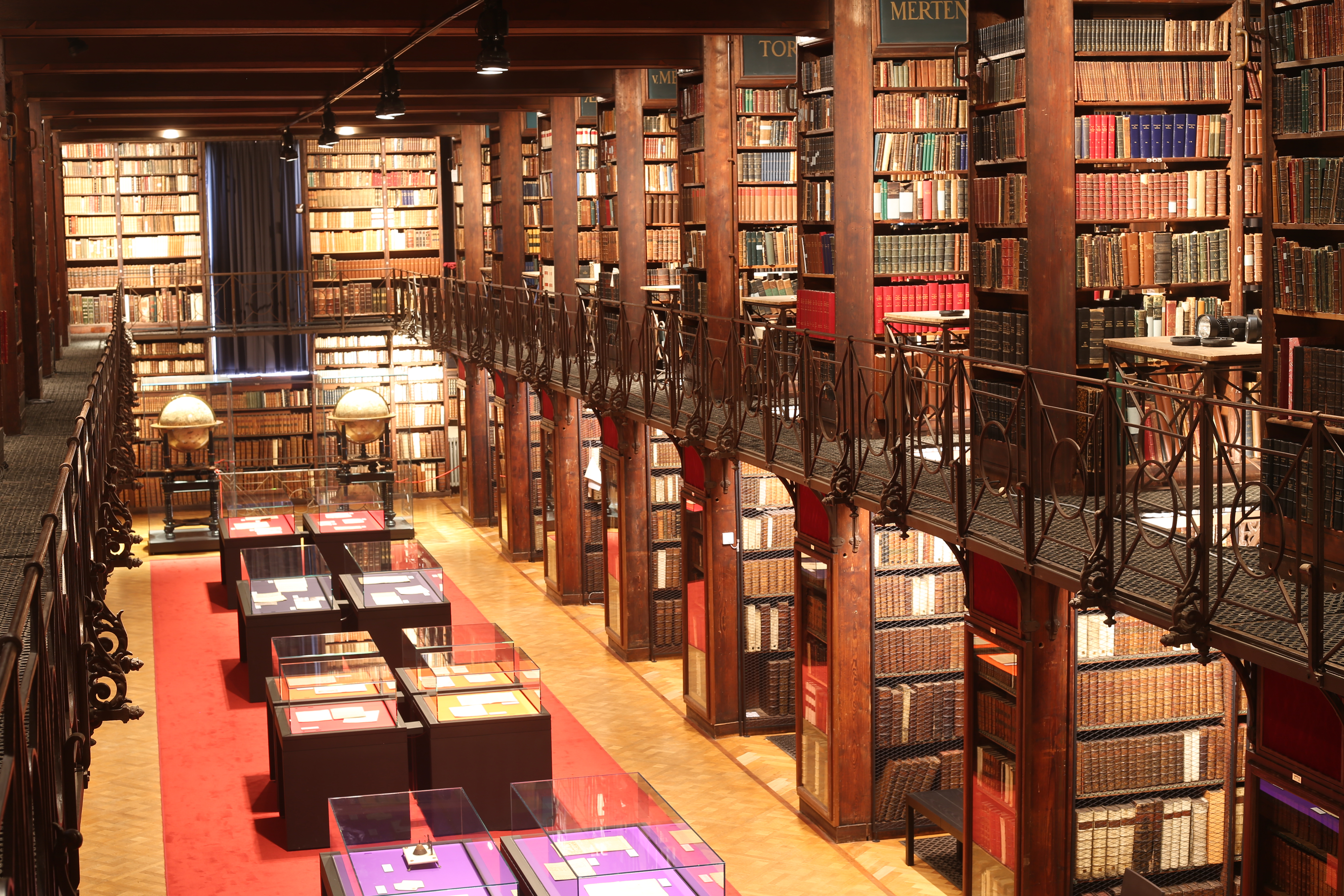
Der Nottebohm Saal

Die Kulturerbe-Bibliothek Hendrik Conscience (niederländisch: Erfgoedbibliotheek Hendrik Conscience, französisch: Bibliothèque Patrimoniale Hendrik Conscience, englisch: Hendrik Conscience Heritage Library) ist eine Bibliothek und ein Archiv im Zentrum von Antwerpen. Seit mehr als fünf Jahrhunderten wird hier das flämische Kulturerbe gesammelt und bewahrt. Der Bestand umfasst anderthalb Millionen Bücher. Die wichtigsten Sammelgebiete sind niederländische Literatur, Geschichte der Niederlande, alte Drucke (Bücher, die vor 1830 gedruckt wurden), flämische Volkskultur, Kunst in den Niederlanden und Antwerpen.

## Geschichte
Im Jahr 1481 schenkte der Stadtjurist Willem Pauwels der Stadt Antwerpen seine Sammlung von 41 Büchern zur Unterstützung der Sekretärinnen und Schreiber des Magistrats. Diese Sammlung wurde 1505 im Rathaus untergebracht und bildete den Grundstein für die spätere Bibliothek des Kulturerbes Hendrik Conscience. Beim Brand des Rathauses während der Spanischen Furie 1576 ging die Sammlung jedoch verloren. Die Stadt beschloss schnell, ihre Bibliothek wieder aufzubauen. Christopher Plantijn und seine Nachfolger stifteten jeweils ein Exemplar ihrer gedruckten Bücher, und 1594 wurde die neue Sammlung in der ehemaligen Wachstube des Rathauses untergebracht.
1604 gründete Bischof Johannes Miraeus das Antwerpener Priesterseminar mit einer eigenen Bibliothek, die sein Neffe Aubertus Miraeus betreute. 1609 wurde eine Zusammenlegung der Seminar- und Stadtbibliothek beschlossen, und 1617 wurden die Sammlungen im Priesterseminar zusammengeführt. Nach dem Frieden von Münster und dem Niedergang des Handels in Antwerpen wurde die Stadtbibliothek in der Handelsbörse untergebracht, aber vernachlässigt. 1677 wurde ein neues Inventar erstellt und die Bibliothek 1687 ins Rathaus verlegt.
Während der französischen Besatzung wurde 1795 eine École Centrale gegründet, deren Bibliothek vor allem Werke aus aufgelösten Klosterbibliotheken enthielt. Nach der Schließung der École Centrale 1802 wurden viele Bücher zurückgegeben, aber einige Werke blieben Teil der heutigen Sammlung der Kulturerbe-Bibliothek Hendrik Conscience. 1805 wurde die Bibliothek der Öffentlichkeit zugänglich gemacht. Im 19. Jahrhundert erlebte die Bibliothek unter den Bibliothekaren Frans-Hendrik Mertens und Constant-Jacob Hansen eine Blütezeit. Mertens führte eine neue Ordnung ein, erstellte einen Katalog und legte den Grundstein für die bedeutende Sammlung niederländischer Literatur. Aus Platzmangel zog die Bibliothek 1883 in das renovierte Gebäude der Sodaliteit am Hendrik Conscienceplein um. 1895 bezog die Volksbibliothek ein neues Gebäude, wodurch die Stadtbibliothek mehr Platz erhielt.
Im 20. Jahrhundert erwarb die Stadtbibliothek Teile der Sammlung des Bibliophilen Gustave van Havre und gründete den „Permanenten Stiftungsfonds für die Stadtbibliothek und das Plantin-Moretus-Museum“. Aus Platzmangel wurden die Räumlichkeiten 1930 und 1990 erweitert und renoviert. Ab 1980 spezialisierte sich die Bibliothek auf das flämische Kulturerbe.
Die Sodaliteit, ein Gebäude aus dem 17. Jahrhundert, ist seit 1883 Sitz der Stadtbibliothek. Nach Umbauten und Erweiterungen beherbergt es heute unter anderem den Nottebohm-Saal, der für Ausstellungen und Vorträge genutzt wird und wichtige Werke der Sammlung beherbergt.

## Digitalisierung
Die Bibliothek arbeitet unter anderem in Zusammenarbeit mit Google Books an der Digitalisierung der Sammlung. Die wertvollsten Werke werden vor Ort gescannt.